# Cima da Conegliano
Cima de Conegliano (ur. jako Giovanni Battista Cima 1459/1460, zm. 1517/1518) – włoski malarz z okresu renesansu. W swoich obrazach ołtarzowych, Madonnach i scenach z Ewangelii nawiązuje do stylu Giovanniego Belliniego.

## Dzieła malarza
- Chrystus wśród doktorów - ok. 1504, olej na desce, 54,5 x 87 cm, Muzeum Narodowe w Warszawie
- Imago Pietatis - 2 poł. XV w., tempera i olej na desce, 53,5 × 38,5 cm, Muzeum Narodowe w Warszawie
- Madonna z Dzieciątkiem ze św. Hieronimem i św. Ludwikiem z Tuluzy lub (Madonna z Dzieciątkiem pod drzewkiem pomarańczy), ok. 1495-1497, olej na desce, 212 x 139 cm, Gallerie dell’Accademia, Wenecja
- Sacra Conversazione - 1490, olej na desce, 301 x 211 cm, Pinakoteka Brera, Mediolan
- Sen Endymiona - 1505-1510, deska śr. 24,5 cm, Galleria Nazionale, Parma

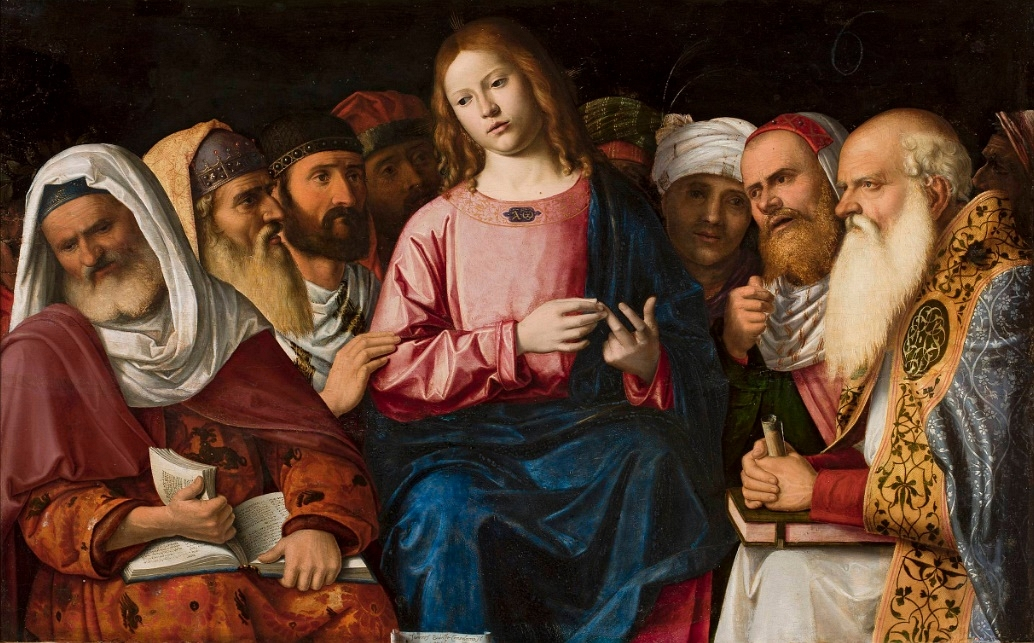
Chrystus wśród doktorów, ok. 1504, Muzeum Narodowe w Warszawie
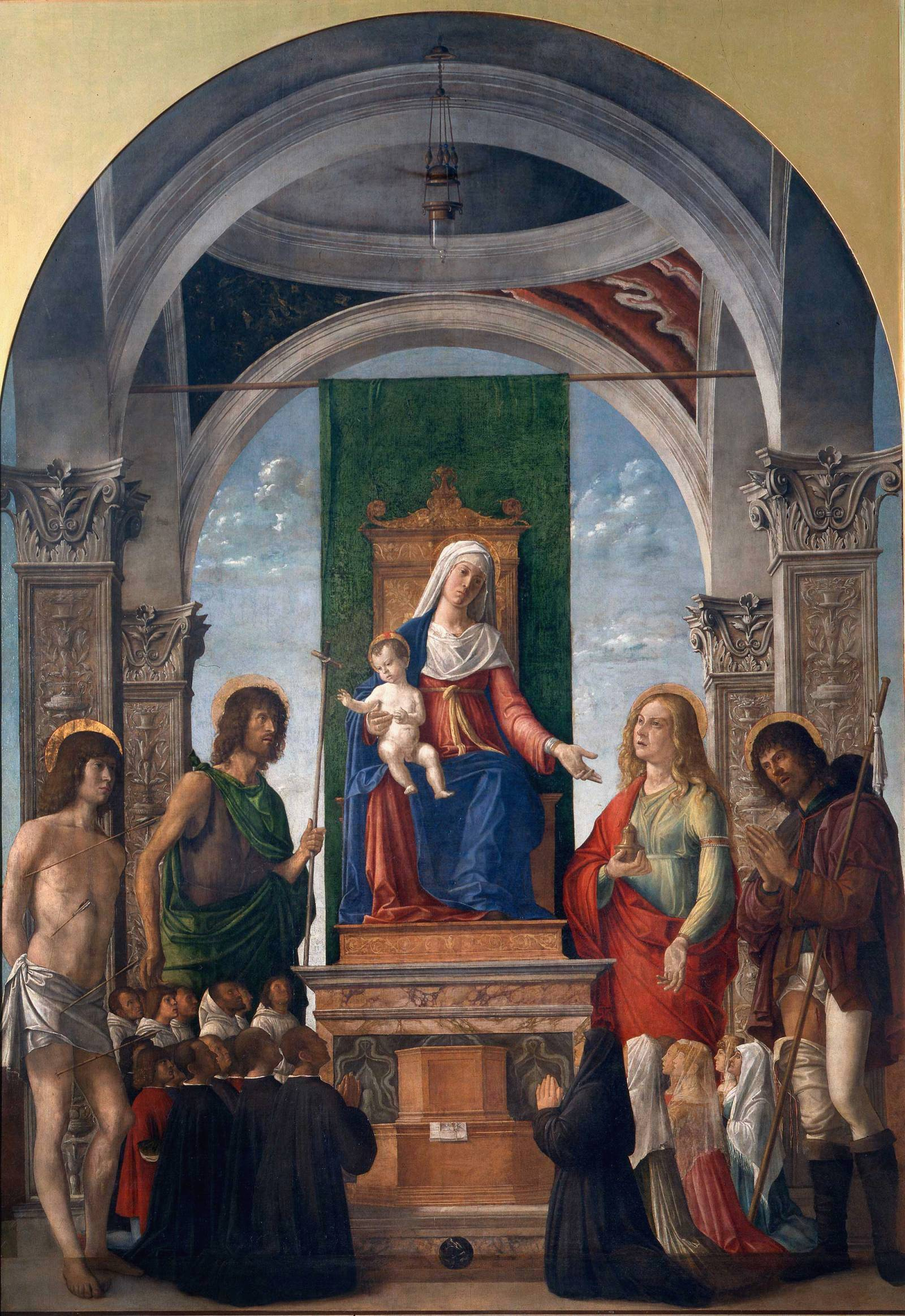
Sacra Conversazione, 1490, Pinakoteka Brera
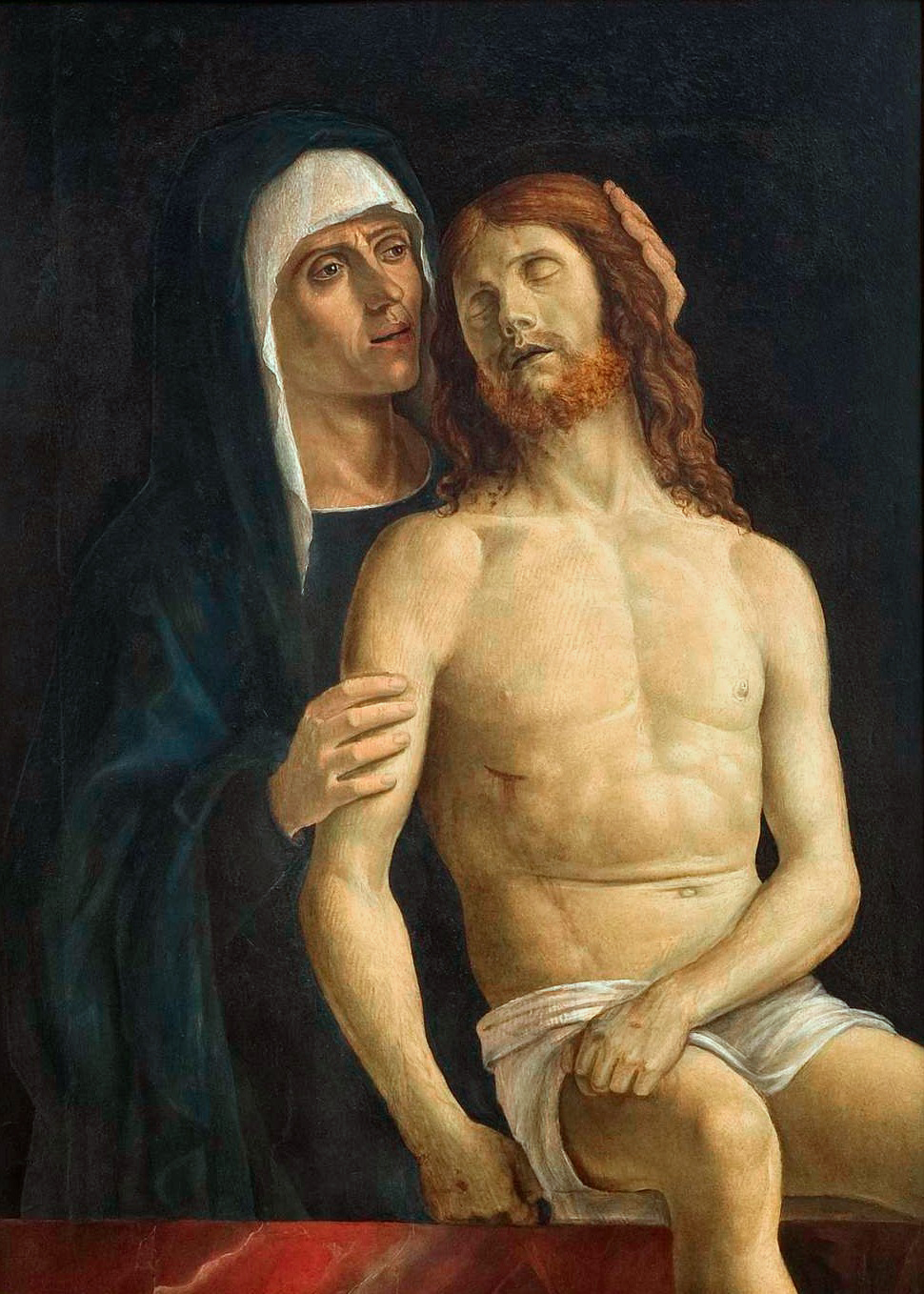
Imago Pietatis, 2 poł. XV w., Muzeum Narodowe w Warszawie